# Christus' Hemelvaartkerk (Sittard)
De Christus' Hemelvaartkerk is een kerkgebouw in de Sittardse wijk Vrangendael. De kerk dient als parochiekerk van de rooms-katholieke parochies van de Christus' Hemelvaart te Vrangendael en de Sint-Jozef te Stadbroek. De kerk bevindt zich aan de Hemelsley 240, tegenover het voormalig winkelcentrum Vrangendael. Het is een bakstenen zaalkerk en is in gebruik sinds 1965.

## Geschiedenis
De wijk Vrangendael is begin jaren zestig van de twintigste eeuw gebouwd en de eerste wijkbewoners waren vooral aangewezen op de Sint-Jozefkerk in de nabijgelegen wijk Stadbroek. In 1962 werd in het in aanbouw zijnde Vrangendael een kleine noodkerk in gebruik genomen. Door het groeiende aantal woningen en parochianen werd een groter kerkgebouw noodzakelijk en twee jaar later begon de bouw van de huidige kerk. Niet de hele kerk, maar enkel de kapel van de kerk is ingezegend, op 4 juli 1965.
Na de sluiting van de Sint-Jozefkerk te Stadbroek sloot de parochie H. Jozef zich aan bij de Christus' Hemelvaart te Vrangendael.

## Beschrijving
De uit baksteen opgetrokken zaalkerk heeft een zeshoekig grondplan. Tegen de achterzijde van de kerk staat een open klokkentoren.